# Letoia ephippiata
Letoia ephippiata är en spindelart som beskrevs av Simon 1900. Letoia ephippiata ingår i släktet Letoia och familjen hoppspindlar. Inga underarter finns listade i Catalogue of Life.